# 厦门银杏蟹
厦门银杏蟹（学名：Actaea amoyensis）为扇蟹科银杏蟹属的动物。分布于新加坡、孟买以及中国大陆的福建、台湾海峡等地，生活环境为海水，常栖息于浅海泥沙底上。
种名 amoyensis 意为“厦门的”。